# Alexandre Guiraud
Pierre-Marie-Jeanne-Alexandre-Thérèse Guiraud (24 de dezembro de 1788 - 24 de fevereiro de 1847) foi um poeta, dramaturgo e escritor francês.

## Biografia

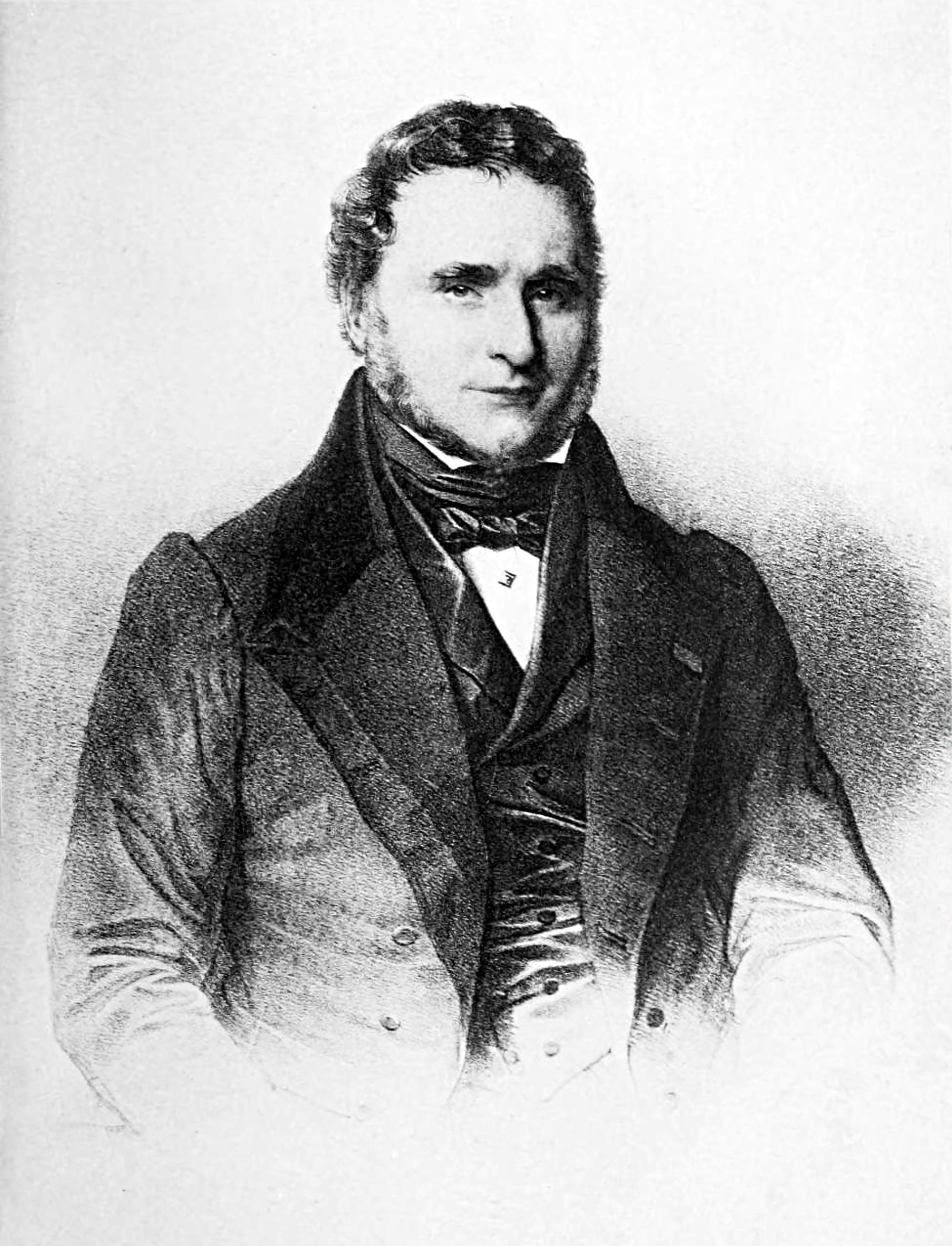
Alexandre Guiraud, segundo uma litografia da época

Filho de um comerciante rico, Alexandre Guiraud estudou na Escola de direito de Toulouse, onde criou um "ginásio literário". Vai diversas vezes a Paris, onde o sucesso dos seus poemas abrem-lhe as portas da Academia francesa, onde é eleito a 10 de maio de 1826. É nomeado barão por Carlos X a 17 de março de 1827, como recompensa pela sua contribuição na ópera Pharamond.

## Obras
- Élégies savoyardes (1822)
- Les Machabées, ou le Martyre, tragédie en 5 actes, Paris, Théâtre de l'Odéon, 14 de junho de 1822
- Le Comte Julien, ou l'Expiation, tragédie en 5 actes, Paris, Théâtre de l'Odéon, 12 de abril de 1823
- Cadix ou la délivrance de l'Espagne (1823)
- Chants hellènes, Byron, Ipsara (1824)
- Poèmes et chants élégiaques (1824)
- Pharamond, poème de MM. Ancelot, Guiraud, et Soumet, musique de MM. Boieldieu, Berton et Kreutzer, Paris, Académie royale de musique, 10 de junho de 1825
- Le Prêtre (1826)
- Virginie, tragédie en 5 actes et en vers, Paris, Théâtre-Français, 28 de abril de 1827
- Césaire, révélation (2 vol.) (1830)
- La Communion du duc de Bordeaux (1832)
- Les Deux Princes (1832)
- De la Vérité dans le système représentatif (1834)
- Flavien, ou De Rome au désert (3 vol.) (1835)
- Poésies dédiées à la jeunesse (1836)
- Philosophie catholique de l'histoire, ou l'Histoire expliquée ; introduction renfermant l'histoire de la création universelle (3 vol.) (1839-41)
- Le Cloître de Villemartin, poésie (1843)
- Œuvres complètes (4 vol.) (1845)